# ضحيان (صعدة)
ضحيان هي مدينة بمحافظة صعدة اليمنية، بلغ تعداد سكانها 13861 نسمة حسب الإحصاء الذي أجري عام 2004.
علي بن محمد العجري
مجدالدين بن محمد بن منصور المؤيدي
حسن بن حسين الحوثي
يحيى بن عبدالله الضحياني
عبدالله بن يحيى الصعدي
- بدر الدين الحوثي